# Афінська демократія

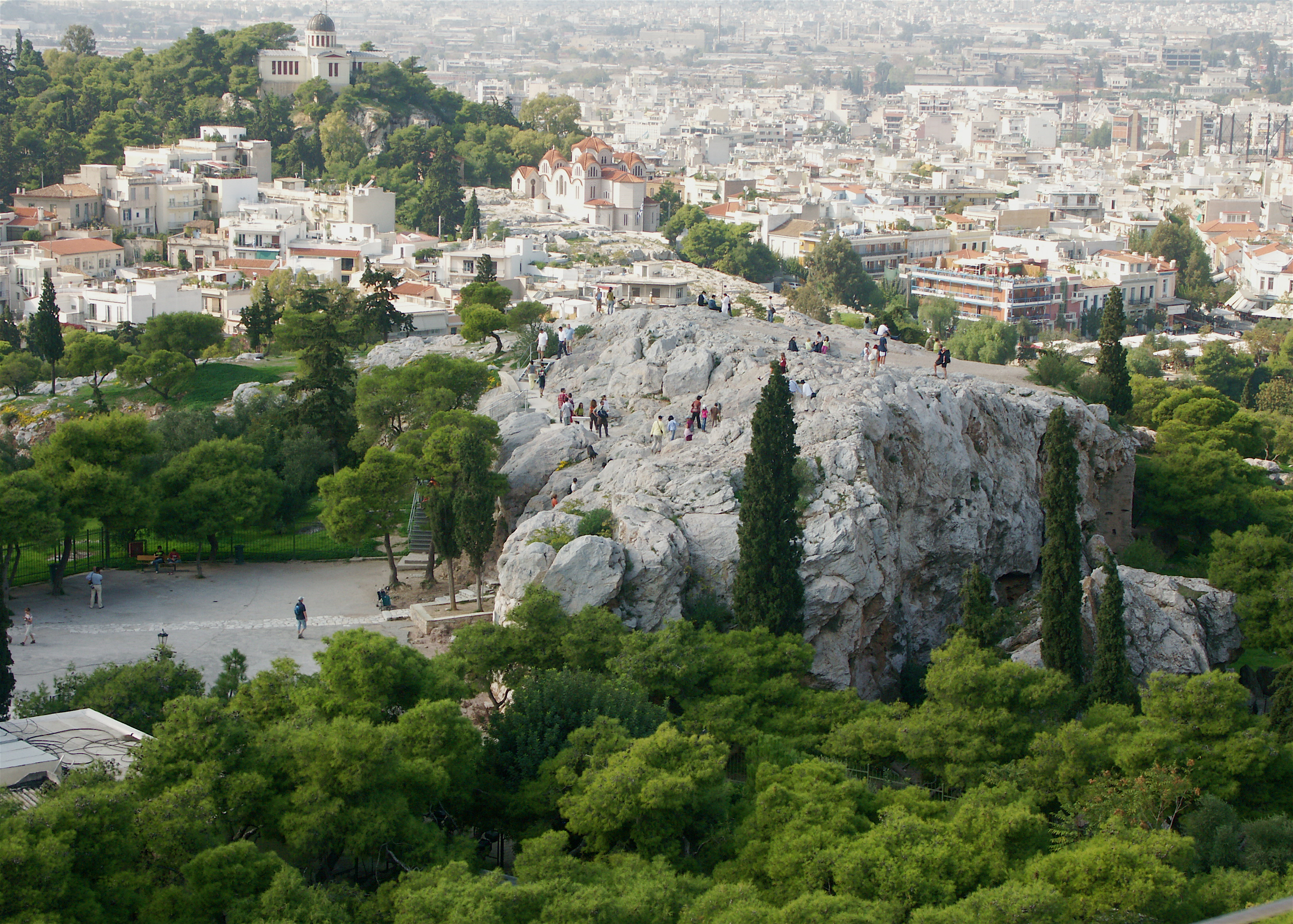
Пагорб Ареопаг, Афіни

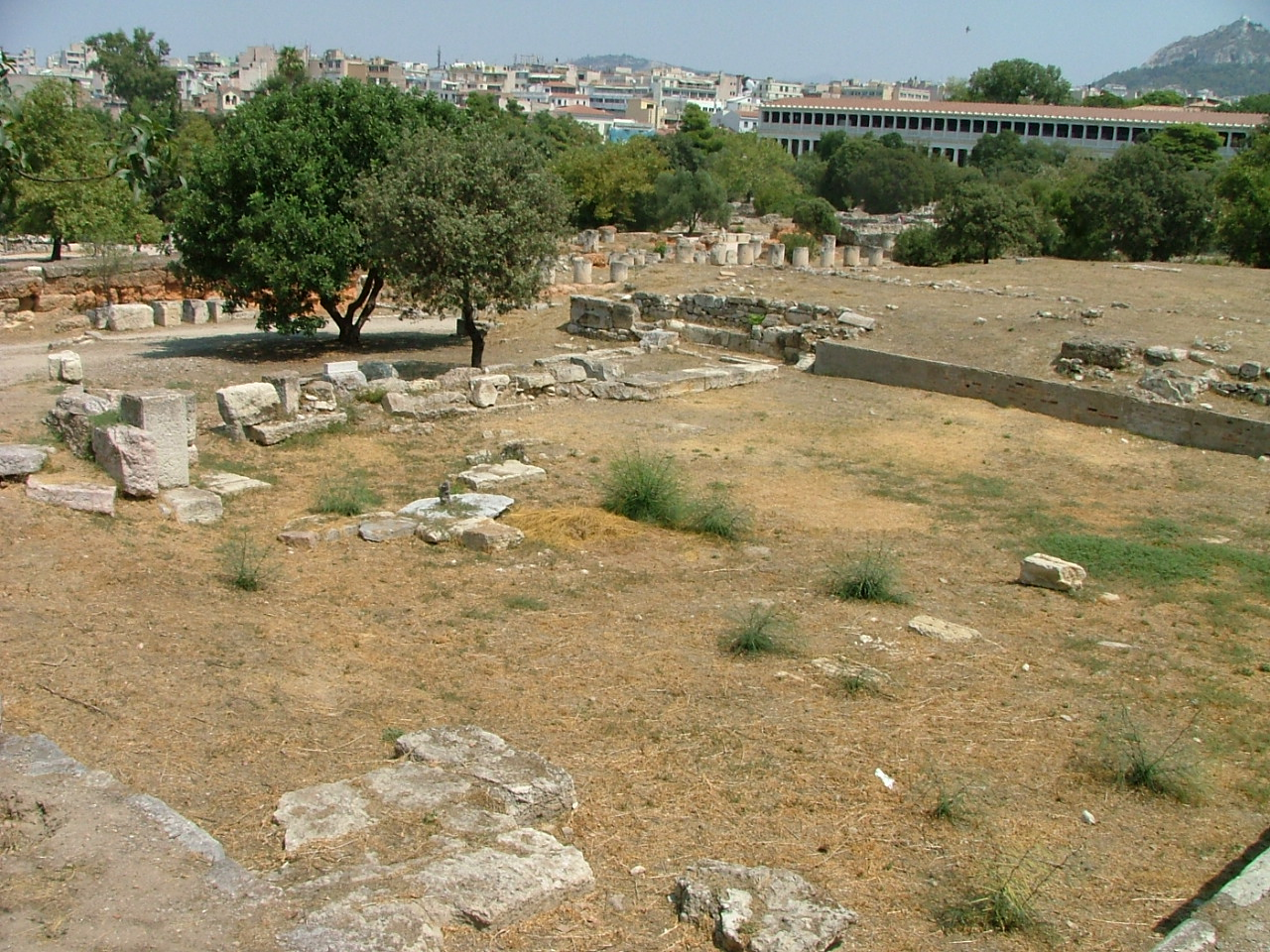
Руїни геліеї, Афінська агора

Афінська демократія — етап в історії Стародавніх Афін, що охоплює період з 500 по 321 р. до н. е., коли у місті-державі Афіни існувала демократична форма правління.
У добу Афінської демократії громадянин, який був спадковим жителем Афін і не був рабом, мав право брати участь у роботі суверенних зборів. Розробка порядку денного зборів і повсякденне керівництво містом здійснювалися радою. Судові й аудиторські функції — великим журі. Членство як в раді, так і в журі надавалося за жеребом. Будь-який громадянин мав рівні шанси бути сьогодні правителем Афін, а завтра — верховним суддею.
Перший ідеолог демократії, Перикл, відстоював цю форму правління на тій підставі, що вона сприяє прояву терпимості і громадянськості. Він ввів плату за роботу в журі, яка дорівнювала приблизно денному доходу працівника. Пізніше такий порядок був розповсюджений на членів ради та асамблеї. Як зазначав Аристотель, це дало можливість брати участь у роботі асамблеї бідним. Подібно до Платона та Фукідіда, Аристотель був проти демократичної форми правління. Всі троє вважали її незахищеною від неосвічених демагогів і такою, що сприяє експропріації власників. Однак залишок їх відношення до демократії зберігся у слові, яке нині є запозиченим у греків, — давньогрецькою мовою «idiotes», що означало «приватні громадяни».
Серйозне обговорення питання про відродження Афінської демократії як можливої моделі державного устрою не відновилося аж до нашого часу. Зараз, коли комп'ютерна технологія зняла всі перешкоди на шляху широкої участі людей у прийнятті рішень, цей феномен почали досліджувати як імовірну життєздатну альтернативу представницької демократії.

## Елементи Афінської демократії
- Еклесія — народні збори.
- Рада п'ятисот та Ареопаг — вищий судовий і урядовий контролюючий орган стародавніх Афін.
- Геліея — суд присяжних в Стародавніх Афінах, заснований архонтом Солоном у 6 столітті до н. е.
- Остракізм — політичний метод боротьби проти політичних супротивників як спосіб уникнути загрози демократії з боку надміру сильних осіб, запобігання тиранії. Введений Клісфеном.
- Жереб — визначення посадових осіб випадковим чином.
- Хіротонія — голосування підняттям рук у народних зборах.